# Milivoj Beader
Milivoj Beader (Šibenik, 1964.) je hrvatski kazališni, televizijski i filmski glumac.

## Životopis
Drnišanin, rođen u Šibeniku, djetinjstvo je proveo u Drnišu, završivši osnovnu i srednju školu. Nakon toga upisuje Akademiju dramske umjetnosti u Zagrebu.

## Filmografija

### Televizijske uloge
- "Mrkomir Prvi" kao krvnik 1 (2023.)
- "Nestali" kao Rade (2022.)
- "Rat prije rata" kao Anton Tus (2018.)
- "Počivali u miru" kao Antonio Križman (2015.)
- "Crno-bijeli svijet" kao predsjednik Radničkog savjeta (2015.)
- "Provodi i sprovodi" kao Miško (2011. – 2012.)
- "Periferija city" kao inspektor Franjić (2010.)
- "Bitange i princeze" kao Andrija (2010.)
- "Zakon!" kao Gadžet (2009.)
- "Mamutica" kao Slavek (2008. – 2009.)
- "Zakon ljubavi" kao producent (2008.)
- "Operacija Kajman" kao konobar (2007.)
- "Bibin svijet" kao Frane (2007.)
- "Naša mala klinika" kao Željko Butina (2006.)

### Filmske uloge
- "Dopunska nastava" kao Vlado Mladinić (2019.)
- "Duboki rezovi" kao Jakovljev otac (segment "Trešnje") (2018.)
- "Transmania" (2016.)
- "Ministarstvo ljubavi" (2016.)
- "Narodni heroj Ljiljan Vidić" kao ustaša Mirko (2015.)
- "Košnice" kao radnik (2012.)
- "Pismo ćaći" kao sin (2012.)
- "Koko i duhovi" kao Bugarin (2011.)
- "Ničiji sin" kao pacijent #1 (2008.)
- "Kino Lika" kao Iguman (2008.)
- "Pravo čudo" kao Rene (2007.)
- "Najveća pogreška Alberta Einsteina" kao Zdravko (2006.)
- "Stolac za ljuljanje" (2005.)
- "Kap po kap" (2005.)
- "Duga mračna noć" (2004.)
- "Posljednja volja" kao pijanac #1 (2001.)
- "Je li jasno, prijatelju?" kao Emil (2000.)
- "Četverored" kao Milutin (1999.)

### Ostalo
- "Kronika Pulskog filmskog festivala" - sudionik u prilogu emisije (2019.)

### Sinkronizacija
- "Brzi Ozzy" kao Gazda (2017.)

## Vanjske poveznice
- Milivoj Beader u internetskoj bazi filmova IMDb-u (engl.)
- Stranica na Zekaem.hr